# (3901) Nanjingdaxue
(3901) Nanjingdaxue est un astéroïde de la ceinture principale.

## Description
(3901) Nanjingdaxue est un astéroïde de la ceinture principale. Il fut découvert le 7 avril 1958 à Nanking par l'observatoire de la Montagne Pourpre. Il présente une orbite caractérisée par un demi-grand axe de 2,62 UA, une excentricité de 0,28 et une inclinaison de 12,8° par rapport à l'écliptique.
Il est nommé d'après l'Université de Nankin (en chinois 南京大学, 南京大學, Nánjīng Dàxué).

## Compléments